# Сантакрусский крылан
Сантакрусский крылан, или санта-крусский крылан (лат. Nyctimene sanctacrucis), — возможно, исчезнувший вид млекопитающих из семейства крылановых (Pteropodidae).
Эндемик островов Санта-Крус, которые расположены недалеко от восточной границы ареала рода трубконосых крыланов. Размах крыльев составляет около 40 см, ноздри — типичные для рода, в виде трубок.
Последнее наблюдение представителей вида сделано в 1907 году на острове Нендо. Единственный доступный для изучения образец является самкой, он хранится в Австралийском музее (Сидней) с 1892 года.
Несмотря на то, что из-за вырубки лесов вид возможно уничтожен, МСОП считает, что данных для достоверного заключения об исчезновении вида недостаточно, и присвоил таксону соответствующий охранный статус (DD).